# Podismopsis planicaudata
Podismopsis planicaudata är en insektsart som beskrevs av Liang och F.L. Jia 1994. Podismopsis planicaudata ingår i släktet Podismopsis, och familjen gräshoppor. Inga underarter finns listade i Catalogue of Life.